# Ileatka, Stara Sîneava
Ileatka (în ucraineană Ілятка) este un sat în comuna Zastavți din raionul Stara Sîneava, regiunea Hmelnîțkîi, Ucraina.

## Demografie
Componența lingvistică a localității Ileatka
     Ucraineană (98,94%)
     Alte limbi (1,06%)
Conform recensământului din 2001, majoritatea populației localității Ileatka era vorbitoare de ucraineană (98,94%), existând în minoritate și vorbitori de alte limbi.